# Кастель-ди-Ери
Кастель-ди-Ери (итал. Castel di Ieri) — коммуна в Италии, располагается в регионе Абруццо, в провинции Л’Акуила.
Население составляет 355 человек (2008 г.), плотность населения составляет 19 чел./км². Занимает площадь 19 км². Почтовый индекс — 67020. Телефонный код — 0864.
Покровителем коммуны почитается святой воин Донат, празднование 3 сентября.

## Демография
Динамика населения:

## Администрация коммуны
- Официальный сайт: